# Saint-Martin-de-Ré
Saint-Martin-de-Ré este o comună în departamentul Charente-Maritime, Franța. În 1 ianuarie 2022 avea o populație de 2.309 de locuitori.